# Sebastian Frimmel
Sebastian Frimmel, född 18 december 1995, är en österrikisk handbollsspelare som spelar för SC Pick Szeged och det österrikiska landslaget. Han är högerhänt och spelar som vänstersexa.